# Вампири (музичка група)
За митско биће, погледајте Вампир.
Вампири је српски ду-вап састав, настао у Београду 1990. године. Бенд је био активан све до 1998. године, а поново се окупио 2012. године. Вођа бенда је Александар Ераковић Ера. Бенд је у једном тренутку бројао чак десет чланова.

## Историја

### Почетак (1988)
Вампири су оформљени 1990. године. Бенд су основали Александар Ераковић-Ера, Дејан Пејовић-Пеја, Душан Варда-Дућа, Горан Реџепи-Геџа и Душан Павловић-Луде. Прве идеје о стварању бенда јавиле су се између 1988. и 1989. године међу Ером, Пејом и Лудетом, који су заједно похађали Школу за индустријски дизајн у Београду (1986—1988). Ера је имао састав Lollypops, а Пеја и Луде Baby Boom. У периоду 1988—1989. године оба бенда снимила су бројне демо снимке, који су направљени у студију Небојше Марића Маронија у Бирчаниновој улици на четвороканалној миксети. Последњих неколико демо снимака направљено је у студију код Бранка Поткоњака Хендрикса на Новом Београду. Оба бенда су престала са радом када су Ера, Пеја, Луде и Геџа отишли у војску у септембру 1988. године. Након повратка из војске 1989. године, пао је договор да се Babyboom и Lollypops интегришу са Ером као главним вокалом и Пејом као једним од три пратећа вокала.

### Прва постава (1989/1990)
Према појединим изворима, прву поставу састава која је оформљена 1990. године чинили су Ераковић (вокал), Пејовић, Варда и Дејан Петровић (пратећи вокали), Павловић (гитара), Реџепи (бубњеви), Дејан Јовановић-Јованке (бас), Борко Борац (саксофон) и Дејан Томовић (клавијатуре), што није сасвим тачно. Дејан Петровић и Дејан Јовановић су се бенду прикључили тек уочи снимања спота за песму Рама-лама-динг-донг, а Борац и Томовић тек на снимању прве плоче крајем 1990. и почетком 1991. године. Током 1990. године бенд уопште није имао саксофонисту, нити клавијатуристу. Бенд такође није имао ни живе наступе током 1990. године, већ је радио искључиво на демо снимцима. Пре него што је снимљена прва плоча, Варда је напустио састав.

### Демо снимци и припреме за прву плочу (1990)
Последње демо снимке (уочи снимања прве плоче) бенд је урадио у студију код Бранка Поткоњака Хендрикса на Новом Београду. Ту је снимљена и демо верзија њиховог првог хита Рама-лама-динг-донг. (Постојала је и једна старија верзија из 1988. године, али је она била лошег квалитета.)
Почетком јуна, бенд је снимио спот за истоимену песму. Један део спота сниман је на крову биоскопа 20. октобар, а други део на Калемегдану. Снимак је дошао до телевизије и убрзо је постао ТВ хит, а тек касније је почео да се емитује на радио-станицама. Спот за песму је заправо настао на основу демо-снимка песме, а не на основу верзије са дебитантског албума, која је приликом снимања плоче снимљена по трећи пут.
Иако је већ у лето 1990. године постала веома популарна у Србији, група није одмах добила прилику да сними плочу, већ је још неко време радила као демо бенд. Крајем 1990. године, Вампири су по први пут ушли у прави 24-канални ”Студио О” Оливера Јовановића (који се тада налазио близу Славије) и снимили три песме (Леа, Анђела и Малена) у продукцији Саше Хабића. Тек након тога ПГП РТС је пристао да им омогући снимање прве плоче.

### Албум првенац (1991)
Дебитантски албум Рама-лама-динг-донг сниман је током зиме 1990/1991, а објављен у априлу 1991. године. Снимљен је у Студију О, а продуцирао га је Оливер Јовановић. Бенду се тада придружују Борко Борац на саксофону, бивши члан групе Каризма Дејан Томовић на клавијатурама и Душан Ђорђевић као пратећи вокал. Албум је продат у изванредном тиражу, песме су брзо прихваћене и састав је стекао верну публику, посебно међу тинејџеркама. Насловна нумера Рама-лама-динг-донг била је обрада великог истоименог хита америчке групе The Edsels. Песма Сан летње ноћи је прављена по мотивима песме Little orphan girl састава Carlo and the Belmonts, а већи део албума чиниле су оригиналне песме које је компоновао Ера, осим песме Анђела, коју је потписао Пеја. На две песме пратеће вокале су певале Весна и Љиља.

### Друга плоча и Месам (1991)
Први већи наступ имали су као предгрупа на концерту састава Vaya Con Dios у београдском Сава центру у јуну 1991. године. Тада су извели већи део материјала са своје прве плоче, али на плејбек што је захтевао менаџер групе Vaya Con Dios. Пре тога, наступили су на Београдском пролећу, на вечери на којој су извођене обраде старих победничких песама, са обрадом песме Београде Ђорђа Марјановића која је уврштена на фестивалску плочу Београде - Хитови Београдског пролећа у издању ПГП-РТБ.
Исте године, група на МЕСАМ-у побеђује са песмом Мени њена љубав треба и добија награду за „откриће године”. Децембра 1991, Вампири су објавили и другу плочу Тачно у поноћ. Плоча је такође снимљена у Студију О. Продуцент је и овај пут био Оливер Јовановић. Ера је поново потписао највећи број песама, а Пеја је компоновао три песме — Волим је ја, Је је (тако је добро) и Кад падне ноћ... У улози композитора опробао се и Јованке који је написао Немој плакати.

### Наступи уживо (1991/1992)
Група почиње да одржава живе наступе тек у другој половини 1991. године. Током 1991. и 1992. године одржала је око 100 живих концерата широм Србије. У пролеће и лето 1992. године Вампири су имали заједничку турнеју са групом Неверне бебе. Такође, наступали су и за време студентског протеста против режима Слободана Милошевића који се одржавао паралелно са честим протестима опозиције након што су СР Југославији заведене санкције у мају 1992. године. На тим наступима, бенд је редовно изводио песму Здравка Чолића ”Главо луда”.
Током 1992. године бенд је напустио басиста Дејан Јовановић Јованке. На његово место је дошао Драган Новаковић Боле (ex Графити), док се крајем исте године групи придружио Саша Петров, такође бивши члан Графита који је преузео место соло гитаристе. У том тренутку бенд је бројао укупно десет чланова.

### ФилмМи нисмо анђели, Југовизија и трећи албум (1992)
Године 1992, Вампири су компоновали музику за филм Ми нисмо анђели Срђана Драгојевића. Радило се о четири песме: Субота је увече (а ја немам пара), Заљубљена тинејџерка, Бе-бе и Небо. Такође, чланови групе се појављују у филму у сцени журке на базену у којој изигравају уображене тинејџ-звезде који обесно гурају девојке у базен.
Исте године наступили су на Југовизији 1992, последњем југословенском избору за представника на Песми Евровизије, са песмом Динг динг донг и освојили друго место (41 поен), три поена мање од Екстра Нене.
Песме снимљене за потребе филма Ми нисмо анђели и Динг динг донг уврштене су на трећи албум, Бе-бе, који је састав 1993. објавио у издању новоосноване дискографске куће ЗАМ естрадног менаџера Раке Ђокића. Поред ових песама, на албуму се налазе и Surfer Boy, Позив на плес (обрада I Saw Her Standing There од Битлса) и Кад ми кажеш не (коју је написао Пеја). Вампири су овај албум хтели да представе на турнеји коју су почели концертом у Сава центру 14. фебруара 1993. године, али су након тога одсвирали тек неколико концерата.

### Распад (1993)
Санкције, економска криза и хиперинфлација, као и интерне несугласице током 1993. године су учиниле своје и потражња за живим наступима је нагло почела да опада. Бенд је по први пут престао са радом у октобру 1993. године. Петоро чланова групе је напустило бенд, а троје је са члановима некадашње групе У шкрипцу основало састав Фамилија.

### Друга постава (1994—1998)
У новом саставу који су чинили Ераковић, Томовић, те Драган Новаковић (бас), Саша Петров (гитара) и Срђан Миленковић (бубњеви), група се окупља 1994. године, а свој албум Плави град објављује већ наредне године у издању ПГП-РТС. Међутим, албум није остварио већи успех иако је донео и неколико хитова.
Последњи албум, Monkey food, снимљен је на јесен 1997. за Комуну. Састав је за овај албум поново реформисан и чинили су га Ераковић, Томовић, Петров, те нови чланови Јожеф Пиласановић (гитара), Срђан Јовановић (бубњеви) и Саша Филчић (бас). Овај албум представља најзрелији албум Вампира. Иако и даље ослоњени на рани рок, Вампири су се на овом албуму потпуно удаљили од doo-wop музике са прве три плоче. Више нема пратећих вокала са аутономним линијама, као ни обавезног пратећег бас-вокала, већ само дуплих вокала који подвлаче главни вокал са терцом. Аранжмани песама су далеко комплекснији, потпуно различити од C-Am-F-G обрасца који је био максимално експлоатисан на прве две плоче, што у појединим деловима наглашава утицај Битлса, као и југословенске рок сцене с почетка 1960-их година (нпр. Силуете). Албум је продуцирао Саша Хабић.

### Повратак (2012-данас)
Вампири су поново покушали да почну с радом 2012. године. На дан 15. марта 2012. године одржали су повратнички концерт у Сава центру. Из оригиналне поставе је, осим Ере, наступио само Дејан Томовић на клавијатурама. Као специјални гости на концерту појављују се три бивша члана — Декси, Крими и Луде. Иако је одсвирао неколико концерата по Србији, бенд је после овога успео да сними једино песму Пут за прави пут у априлу 2015. године.
Првобитно је било планирано да свој нови албум Летимо група објави 2020. године, али је издавање одложено због пандемије вируса COVID-19. Албум је објављен две године касније у издању ПГП РТС и садржи осам нових песама.

## Музички стил
Вампири су свирали ду-вап музику која је у Северној Америци била веома популарна у периоду 1955—1965. године у афричко-америчким заједницама у Њујорку, Филаделфији, Чикагу, Балтимору итд. На питање зашто су одабрали баш име Вампири, група је у шали често одговарала да је хтела да "повампири музику педесетих и шездесетих година коју су слушали њихови родитељи”, што је било делимично тачно.
Овај музички стил заснивао се на једном главном вокалу и три или четири пратећа вокала од којих је један обавезно био бас-вокал. У својој поставци група је имала све важније инструменте, укључујући и саксофон који није био карактеристичан за југословенске поп и рок саставе, али је био заштитни знак ду-вап музике. Највећи део ових песама имао је структуру строфе C/Am/F/G, за разлику од типичних класика из тог периода попут ”Rock Around the Clock”, који су имали структуру целе песме E/A/E/H/A/E.
Визуелно, ду-вап бенд би углавном био обучен у одела, с тим што би се главни вокал често разликовао од остатка бенда по сакоу другачије боје. Група је поштовала овај образац, па је Ераковић као певач имао плави, црвени, бели и розе сако, док су сви остали чланови носили црне сакое и панталоне. Вампири су такође увек на наступима носили црне наочаре, што иначе није био уобичајен саставни реквизит таквих бендова у Америци.
Највећи утицај на овакав музички стил имао је Ера, који је био велики поштовалац ду-вап музике у тинејџ фази. Дејан Пејовић је у том периоду делимично слушао такву музику, али више као саставни део ране рок музике 1950-их и 1960-их година. Међу његовим омиљеним певача био је Ричи Валенс, чију је песму ”Дона” прву обрадио 1988. године под именом Саша. За разлику од њих, гитариста Луде слушао је далеко разноврснију музику углавном британских и домаћих бендова (The Stranglers, The Smiths, Азра итд.), и док се није придружио бенду готово уопште није слушао ду-вап музику.

## Траг
Иако су увек наглашавали да свирају ду-вап (doo-wop) музику, чији је Ераковић био велики фан, у медијима су често виђени и као настављачи рокабили или рокабили-поп традиције. Према Ex Yu Rock енциклопедији Петра Јањатовића, музику Вампира одликовале су „пажљиво испеглане вокалне линије и једноставна музичка матрица”. Сличан звук у некадашњој СФРЈ изводио је и сплитски састав Ђаволи. Са распадом земље раздвојиле су се и публике ова два састава.
Међутим, нису сви критичари били благонаклони према раду групе. Након избијања рата, на српској рок сцени постали су популарни тежи тонови и теже речи, а већина тада актуелних бендова изводило је алтернативну музику и панк рок. Са друге стране, поп музика као таква је практично нестала, а романтичне песме Вампира су деловале као ван времена и простора и понекад виђене као баналне. У прегледу албума Плави град, Петар Луковић из „Времена забаве” се обрушио на нежан начин свирања и описао албум као „три песмице и седам песмичица”, од којих је песмичица број три „мутуљак од ретардиране патетике, хотелског аранжмана и андроидног гласа који тера на колективно повраћање”.
Вампири су снимили пет албума, били добро праћени у медијима и одржали велики број концерата, између осталог и два самостална у Сава центру, 14. фебруара 1992. и 1993. године. Било је планирано да се снимак концерта из Центра Сава 14. фебруара 1993. године појави на албуму, али тај пројекат никада није реализован иако је урађен ремикс овог снимка. Вампири су снимили преко 50 нумера од којих су неке биле обраде doo-wop хитова из 1950-их. Њихова најпрепознатљивија песма остао је први хит, Рама-лама-динг-донг.

## Дискографија
Вампири су издали пет албума:
| Бр. | Назив                    |
| --- | ------------------------ |
| 1   | Рама-лама- динг-донг     |
| 2   | Све што желим то су сни  |
| 3   | Ове ноћи ја сам тако сам |
| 4   | Анђела                   |
| 5   | Хајде хајде              |
| 6   | Сан летње ноћи           |
| 7   | Малена                   |
| 8   | Ох Леа                   |
| 9   |                          |
| 10  | Љубав је сан             |

| Бр. | Назив                   |
| --- | ----------------------- |
| 1   | Она зна                 |
| 2   | Волим је ја             |
| 3   | Је је тако је добро     |
| 4   | Мени њена љубав треба   |
| 5   | Немој плакати           |
| 6   |                         |
| 7   | Ако желиш бићу твој     |
| 8   | Кад падне ноћ...        |
| 9   | Усамљени ренџер         |
| 10  | Пољубац вампира*        |
| 11  | Ове ноћи нисам више сам |

| Бр. | Назив                 |
| --- | --------------------- |
| 1   | Бе бе*                |
| 2   |                       |
| 3   | Субота увече*         |
| 4   | Кад ми кажеш не       |
| 5   | Позив на плес         |
| 6   | Аутомобил             |
| 7   | Динг динг донг        |
| 8   | Поклонићу јој небо    |
| 9   | Заљубљена тинејџерка* |
| 10  | Тачно у поноћ         |
| 11  | Један корак до сна    |

| Бр. | Назив        |
| --- | ------------ |
| 1   | Нећу         |
| 2   | Плави град   |
| 3   | Она и ја     |
| 4   | Где си ти    |
| 5   |              |
| 6   | Марина       |
| 7   | Стари воз    |
| 8   | Месечар      |
| 9   | Усамљени вук |
| 10  | Луна         |

| Бр. | Назив                |
| --- | -------------------- |
| 1   | Знам                 |
| 2   | Бла-бла-бла          |
| 3   | Спејс Џеронимо       |
| 4   | Дан                  |
| 5   |                      |
| 6   | Седми део            |
| 7   | Буди се              |
| 8   | Лепо                 |
| 9   | Ти се вртиш око мене |
| 10  | Свој                 |

| Бр. | Назив                    |
| --- | ------------------------ |
| 1   | Ла-лај ла-ла             |
| 2   | Звезда                   |
| 3   | Прати осмехе             |
| 4   | Сваког негде чека љубав  |
| 5   | Летимо                   |
| 6   | Још увек чувам љубав сву |
| 7   | Седми део у А-дуру       |
| 8   | Пут за прави пут         |

* — Музика из филма Ми нисмо анђели

## Након Вампира
Певач групе Александар Ераковић Ера власник је музичког студија Рама лама у Београду. Дуго је био један од чланова tribute састава The Bestbeat, основаног 2005, који изводи музику Битлса. Половином 2013. је напустио бенд. 2012. године поново је окупио Вампире, повремено одржавајући концерте по Србији. Он и Дејан Томовић Томке су једини чланови бенда из оригиналне поставе. Ера такође повремено ради као диск-џокеј на једном београдском сплаву.
Пеја, пратећи вокал, 1994. године је заједно са Дексијем, Геџом, Васом и Луком (ex У шкрипцу) основао бенд Фамилија, који је издао два албума Народно позориште и Сељачка буна, али се расформирао 1997. године. Године 2003. основао је састав The Dibidus, који је активан и данас. Године 2016. основао је бенд Пеја & Змајево гнездо са којима је издао албум Штиклом кроз срце у издању Гранд продукције.
Бубњар Горан Реџепи Геџа је 2000. године издао соло албум Кад будем мршав и бео. Повремено је свирао у бенду Пеја & Змајево гнездо. Преминуо је у Београду почетком 2019. године.
Декси, пратећи вокал, 2000. године је са братом формирао бенд Централа и издао истоимени албум.
Гитариста Душан Павловић је 2002. године докторирао на Централноевропском универзитету у Будимпешти из области политичке теорије. Од 2005. предаје политичку економију на Факултету политичких наука Универзитета у Београду као ванредни професор. У јануару 2014. је са Сашом Радуловићем основао покрет ”Доста је било”. На листи истоименог покрета, 2016. године је изабран за народног посланика Скупштине Србије. Повремено са студентима ФПН-а организује концерте за бруцоше на којима за студенте заједно певају и свирају професори и студенти.